# Úlet ibisů skalních z pražské zoologické zahrady

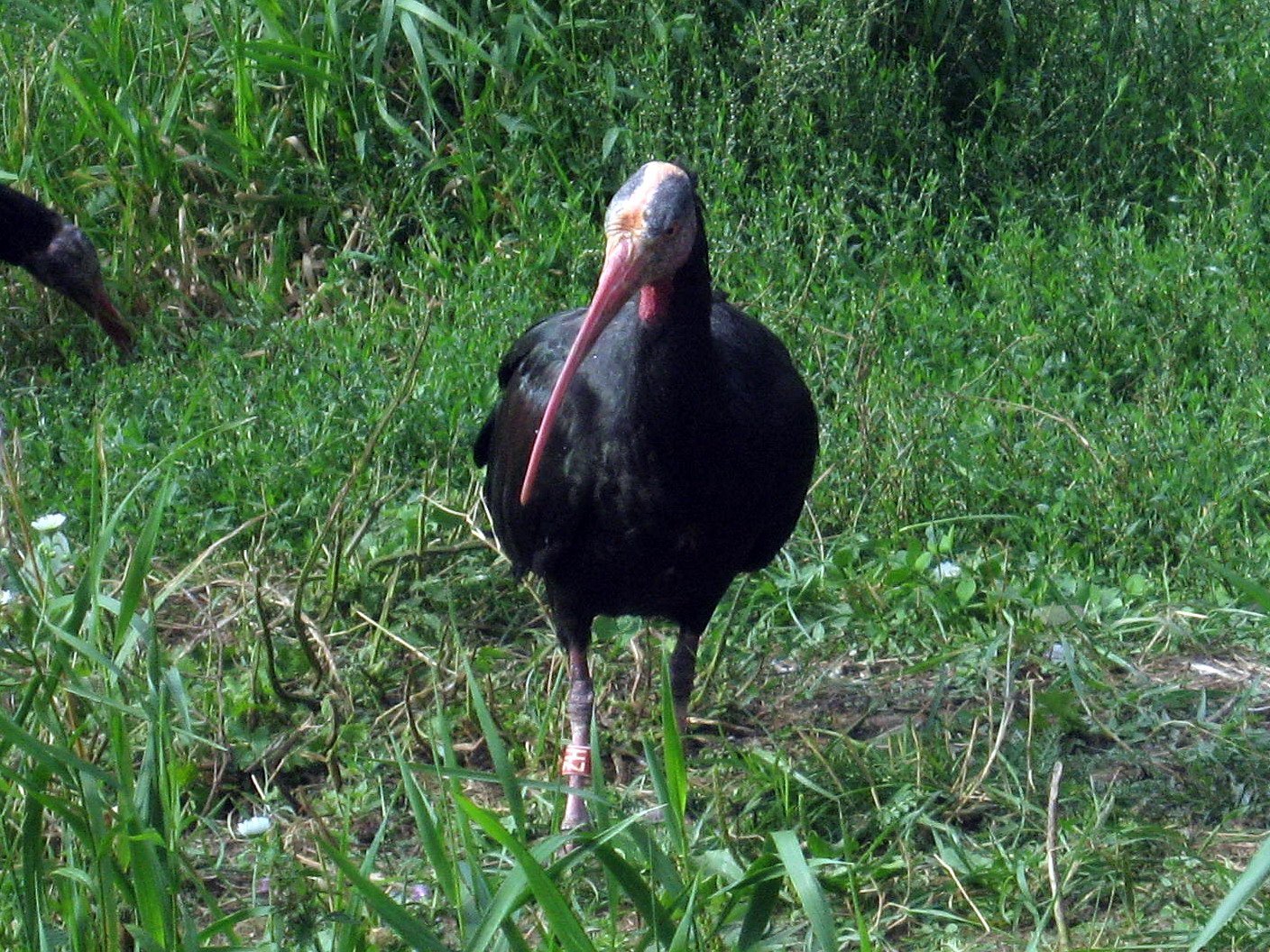
Ibis skalní z pražské zoologické zahrady

Úlet ibisů skalních ze Zoo Praha je událost, kdy se v noci z 29. února na 1. března 2016 v pražské zoologické zahradě protrhla pod těžkým sněhem ochranná síť voliéry s ibisy skalními (Geronticus eremita), kteří se rozlétli po Praze a blízkých částech Středočeského kraje. Během následujících čtrnácti dnů se je ale podařilo za pomoci veřejnosti pochytat a navrátit zpět do zoologické zahrady.

## Popis události

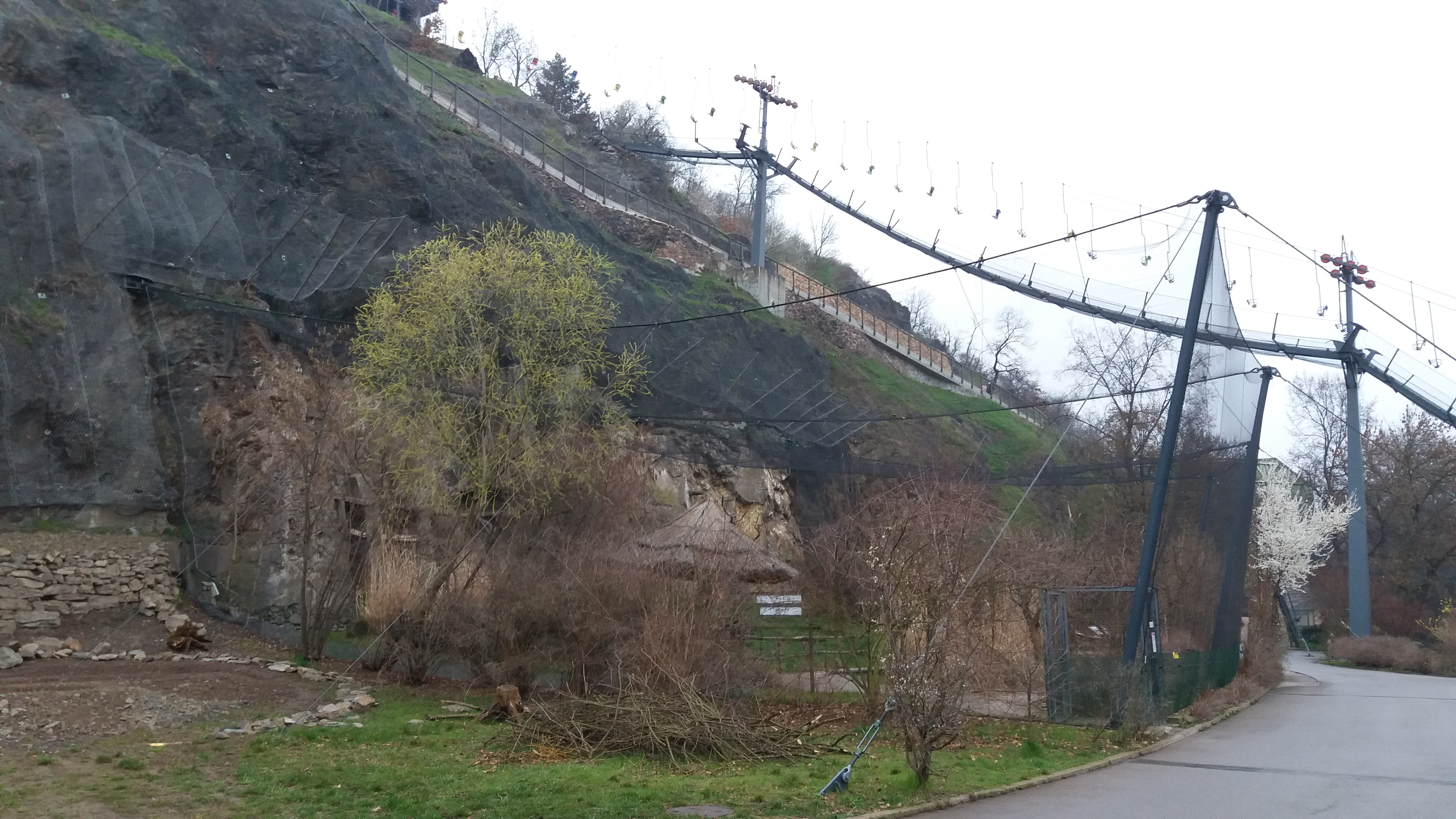
Voliéra nazvaná „Africké skály“

V Zoo Praha se od roku 1985 chovají kriticky ohrožení ibisi skalní. Ti spolu s dalšími živočichy obývají voliéru nazvanou „Africké skály“, jež se přímo dotýká skalního masivu, v níž mají ibisi přirozený prostor ke svému hnízdění.

### Úlet ibisů
Na přelomu února a března 2016 postihly Prahu přívaly těžkého a mokrého sněhu. Pod jeho tíhou došlo k protržení ochranné sítě voliéry a vzniklým otvorem uletěli dva ibisi, které posléze následovalo dalších šestnáct. Vedení zoologické zahrady do pátrání po ulétlých ptácích zapojilo veřejnost, jež mohla o jejich pohybu informovat zahradu na telefonním čísle 737 204 532 a nebo na sociálních sítích své zprávy věnující se ibisům označovat hashtagem #ibisdozoo.

### Návraty ptáků
Ptáci se rozlétli jak po území hlavního města, tak po jeho blízkém okolí Středočeského kraje. První dva z ibisů byli chyceni ještě v den úletu, tedy 1. března. Jednoho se podařilo lapit na území zoologické zahrady, druhého v Holešovicích, v areálu kulturního zařízení La Fabrika. Následující den si pro dalšího ptáka dojeli pracovníci zahrady ke středočeské obci Zápy u Brandýsa nad Labem. Tentýž den se několik ibisů, podle odhadů pracovníků zahrady celkem tři, samo do zoologické zahrady vrátilo.
Druhý den po nehodě – čtvrtek – byl na návraty ulétlých ptáků bohatý, neboť ten den se povedlo navrátit hned pět ibisů. V brzkých ranních hodinách dovezl v pořadí čtvrtého nalezeného ptáka do zahrady mladý pár, jenž ibise lapil do mikiny, když opeřenec seděl na parapetu okna domu na pražské Balabence. Téhož dne odpoledne odchytil pracovník pošty nebo zásilkové služby u Václavského náměstí pátého ibisa a zoologický náměstek zahrady, Jaroslav Šimek, lapil ještě šestého v Poznaňské ulici v Bohnicích. Sedmého uprchlíka navíc ten samý den odchytil ve spolupráci s veterinářkou pražské zoo policejní nadstrážmistr Adam Šimůnek v Kralupech nad Vltavou. Ibis, jenž je brodivým ptákem, se sem pravděpodobně dostal sledováním toku řeky Vltavy. Posledního opeřence, celkově již osmého, se zdařilo odchytit na balkóně domu v pražské Michli.
Následující den se v dopoledních hodinách v jedenáctém patře panelového domu na Žižkově povedlo odchytit devátého ptáka. A desátého ibise pracovníci zoologické zahrady objevili přímo v areálu zoo. Od soboty 5. března pak mohli návštěvníci zahrady zhlédnout část z navrácených jedinců ve voliéře u jižního vchodu do zahrady. Ten den se navíc povedlo v Říčanech odchytit jedenáctého jedince a dvanáctý dokonce přiletěl do zahrady k voliéře s ostatními ptáky sám.
V neděli se podařilo navrátit dva uprchlé ibise. Nejprve se v Holešovicích povedlo lapit jedince, jenž si vysloužil přezdívku „holešovický fantom“, neboť se pohyboval ve výškách a často se také přemisťoval, čímž znesnadňoval své odchycení. Nakonec se to zdařilo na balkóně jednoho z tamních domů. Dalšího z ibisů se podařilo lapit na pražském ruzyňském Letišti Václava Havla, kde na něj vedoucí místního sokolnického týmu naváděl samici křížence sokola stěhovavého a raroha loveckého. Pokud by se totiž ibis střetl s letadlem, mohlo by to mít tragické následky. Tento jedinec ale po dvou dnech uhynul v důsledku obstipace střev. S ohledem na své mládí a nezkušenost s hledáním potravy totiž vedle mnohonožek a slimáků spořádal také cizorodé předměty, mezi něž patřily úlomky skla nebo pozinkované podložky.
Další dva, v pořadí čtrnáctého a patnáctého, se podařilo odchytit v pondělí 7. března. První z nich byl lapen do pěvčí sítě u kroužkovací stanice Národního muzea v pražské části Horní Měcholupy. Druhý pondělní odchyt se zdařil za pomoci vystřelovací sítě v Letech u Dobřichovic.
Ve středu 9. března se do nárazové sítě povedlo v pražském Podolí odchytit celkově šestnáctého ibise. Předposlední z uprchlíků byl chycen u vodní nádrže Džbán. Následné vyšetření pak ale ukázalo, že jedinec pozřel větší cizí těleso, jehož odstranění si vyžádá operační zákrok. K tomu ale nakonec nedošlo, neboť podrobnější vyšetření odhalilo, že ibis pozřel kost a nikoliv sklo, jak se původně zdálo. Během neděle 13. března se podařilo odchytit i posledního, osmnáctého ibise, a to na hřišti v pražské části Řeporyje.

## Propagační využití

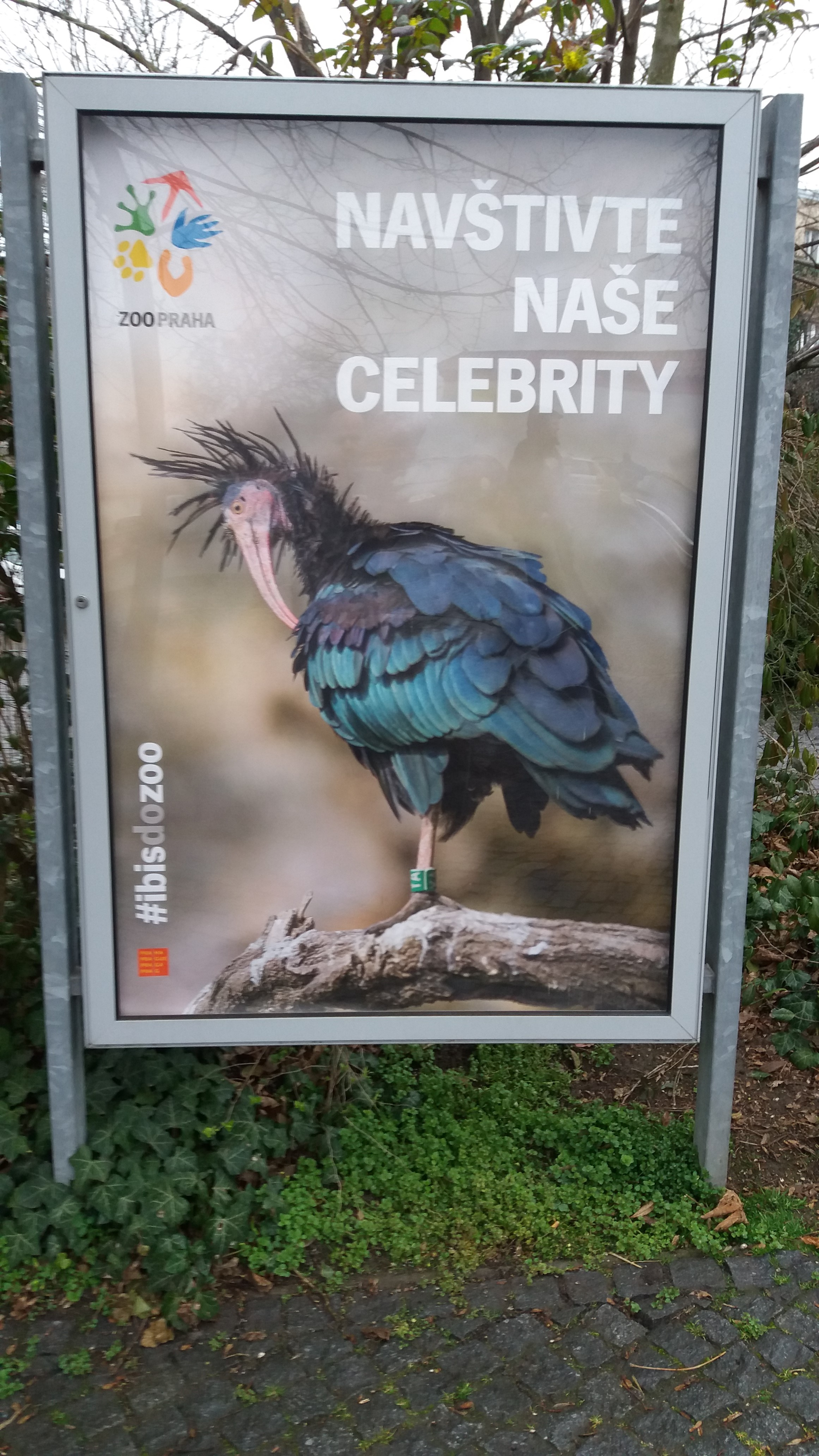
Plakát s ibisy skalními

Na společenském zájmu o ibise postavila zoologická zahrada novou marketingovou kampaň. Její příprava trvala jeden den. Od 7. března se objevily billboardy a reklamní plochy se sloganem „Navštivte naše celebrity“. Zvolenou propagační kampaň oceňovali i odborníci, například Filip Rožánek, jenž v té době působil coby šéfredaktor časopisu Marketing & Media.